# Shivanasamudra
Shivanasamudra (o Shivasamudram) (en canarés: ಶಿವನಸಮುದ್ರ) es una pequeña ciudad del sur de la India, localizada en el estado de Karnataka, cerca de Mysore. La ciudad está situada en el taluk Malavalli, en el distrito de Mandya.

## Cataratas
Cerca de la ciudad se encuentran las cataratas de Shivanasamudram (también conocida como Siva Samudram, literalmente el mar de Shiva). El río Kaveri se divide aquí en dos ramas y cada una de las cascadas presenta zonas rocosas. Se conocen las cascadas más como Gaganachukki y Bharachukki. Estas cascadas espectaculares están rodeadas por los bosques de las colinas de la Reserva Natural de Cauvery.
Las cataratas de Gaganachukki tienen 98 m de altitud y un flujo máximo registrado de 19.000 m³/s. Una de las centrales hidroeléctricas más antiguas de Asia, todavía funcional, está localizada en la cascada. Esta central proveía electricidad para las minas de oro de Kolar, por lo que se convirtió en la primera ciudad de Asia en usar la electricidad. 
La Gaganachukki tiene 2 fachadas, la fachada occidental y la fachada del este. Muchos viajeros y jóvenes entusiastas marchan hacia la cascada y disfrutan del rocío de agua. Uno puede pedir a los vecinos la dirección para llegar a Dargah y ver la cascada en su parte alta. Inspira temor después de los monzones cuando el río Kaveri está en su crecida máxima.

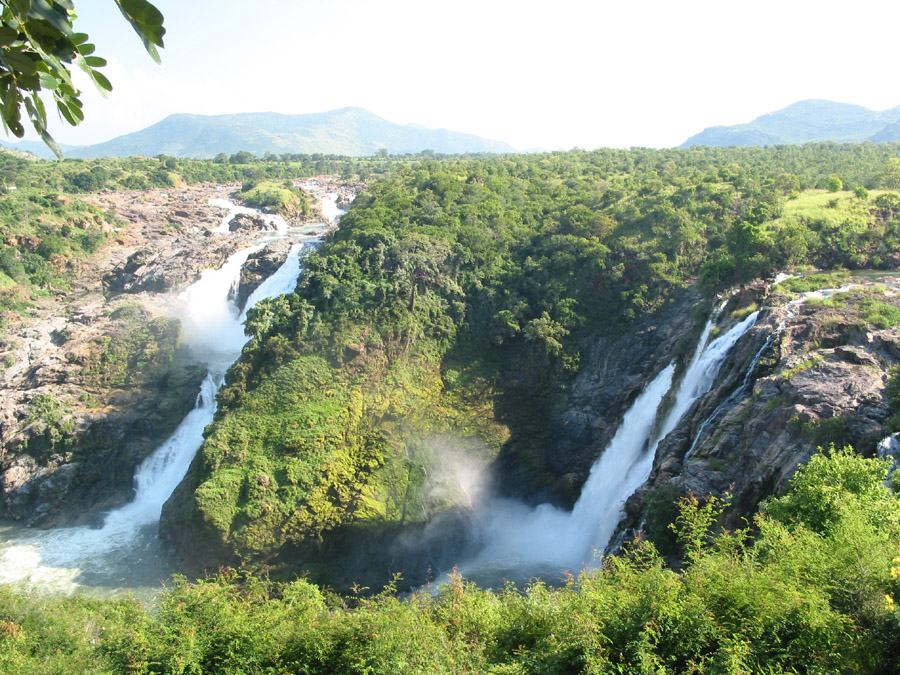
Gaganachukki (Cataratas de Shivanasamudram).

- Datos: Q38397
- Multimedia: Shivanasamudra Falls / Q38397